# Railiv, Strîi
Railiv (în ucraineană Райлів) este un sat în comuna Nejuhiv din raionul Strîi, regiunea Liov, Ucraina.

## Demografie
Componența lingvistică a localității Railiv
     Ucraineană (98,67%)
     Alte limbi (1%)
Conform recensământului din 2001, majoritatea populației localității Railiv era vorbitoare de ucraineană (98,67%), existând în minoritate și vorbitori de alte limbi.